# Smile! with 藤原さくら
「Smile! with 藤原さくら」（スマイル・ウィズ・ふじわらさくら）は、シンガーソングライター／ギタリストであるReiの楽曲。2021年10月15日にReiny Records／ユニバーサルミュージックから配信限定シングルとしてリリースされた。

## 概要
「Smile! with 藤原さくら」は、2021年10月にReiが開始したコラボレーションプロジェクト「QUILT（キルト）」の第一弾シングルである。「QUILT」とは、Reiが活動を通して築いてきた音楽仲間たちとのつながりを具現化するプロジェクトで、「〈私とあなたという布の間に挟まっている音楽を縫い合わせてひとつの作品にできたら〉という想い」を基本コンセプトとする。その最初のコラボレーターとしてプライベートでも親交のある藤原さくらを招いた。
作詞・作曲・プロデュースはRei。レコーディングにはReiと交流がありかつ同世代でもあるハマ・オカモト（OKAMOTO'S）、石若駿、後関好宏、市原大資、滝本尚史が参加。配信ジャケットは、Reiと写真家・小見山峻とのコラボデザイン。
この曲は、リリースと同日に開催されたReiの主催イベント「Reiny Friday -Rei & Friends- Vol.12」で、ゲスト出演した藤原さくらとともにライブ初披露された。
MVは上記のRei主催イベントの東京公演の模様とレコーディング風景で構成されている。
2023年の映画『それいけ!ゲートボールさくら組』の主題歌に採用された。

## 制作背景
コラボレーションプロジェクト「QUILT」の第一弾を誰と一緒にやりたいかと考えた時、「本音で話せる方」で「この2021年という時代をリアルに感じて音楽を奏でていて、同じ方向を向いている方」という条件から藤原さくらを選んだ。
楽曲制作はReiのそれまでのやり方と違い、初期の段階から藤原と打ち合わせを重ねながら進行していった。最初から明確な曲のイメージがあったわけではなく、「最近どんなこと考えているの？」「どういう音楽を聴いているの？」といった話をしつつ、お互いに曲を持ち寄り構想を練っていった。最終的にはReiが昔書いた曲を採用し、歌詞は全面的に書き直す形で制作。
楽曲制作にあたり、特に歌詞の内容に関して、竹内まりやの「元気を出して」が参照された。この曲は女性同士の友情について歌った曲であったので、Reiが藤原さくらとの関係性について書いた歌詞となった。また2021年5月に行われた番組で、Reiと藤原さくらの二人で「元気を出して」を演奏する機会があったことも影響している。
アレンジ面に関して、Reiはプロデューサーとして藤原の「（地声と裏声の）ミックスドボイスのような不思議な」歌唱法を活かすアレンジを考えたと述べている。Rei自身の楽曲では基本的に地声の旋律なのだが、この曲ではサビ部分がほとんど裏声で歌われており、それは藤原の歌声が活きるメロディを追及したがゆえだという。Reiは「とにかく歌を活かしたかったので、なるべく引き算のアレンジを心がけました」と言い、藤原は「自分たちの歌が真ん中にいてすごくシンプルでかっこいい曲」と表現している。

## 参加ミュージシャン
- Rei：ボーカル、ギター、プログラミング
- 藤原さくら：ボーカル
- ハマ・オカモト：ベース
- 石若駿：ドラムス、パーカッション
- 後関好宏：フルート
- 市原大資：トランペット
- 滝本尚史：トロンボーン